# Mirando Mrsić
Mirando Mrsić, né le 14 octobre 1959 à Split, est un homme politique croate membre du Parti social-démocrate de Croatie (SDP). Il est ministre du Travail depuis le 23 décembre 2011.

## Biographie

### Vie professionnelle
Diplômé en médecine et sciences biomédicales, il est médecin, chef d'équipe, puis chef de service, à l'hôpital central de Zagreb entre 1988 et 2004, puis professeur à l'université de Zagreb jusqu'en 2010.

### Engagement politique
Il adhère au SDP en 1997. Il entre au conseil municipal de Zagreb en 2005 et devient alors président de la commission de la Santé et du Bien-être. En 2007, il intègre le comité central du Parti social-démocrate, puis se fait élire député à la Diète.
Le 23 décembre 2011 il est nommé ministre du Travail et des Retraites dans le gouvernement de coalition du social-démocrate Zoran Milanović.